# Atriplex holocarpa
Atriplex holocarpa  es una especie de planta perenne perteneciente a la familia de las amarantáceas.  Es originaria de Australia.

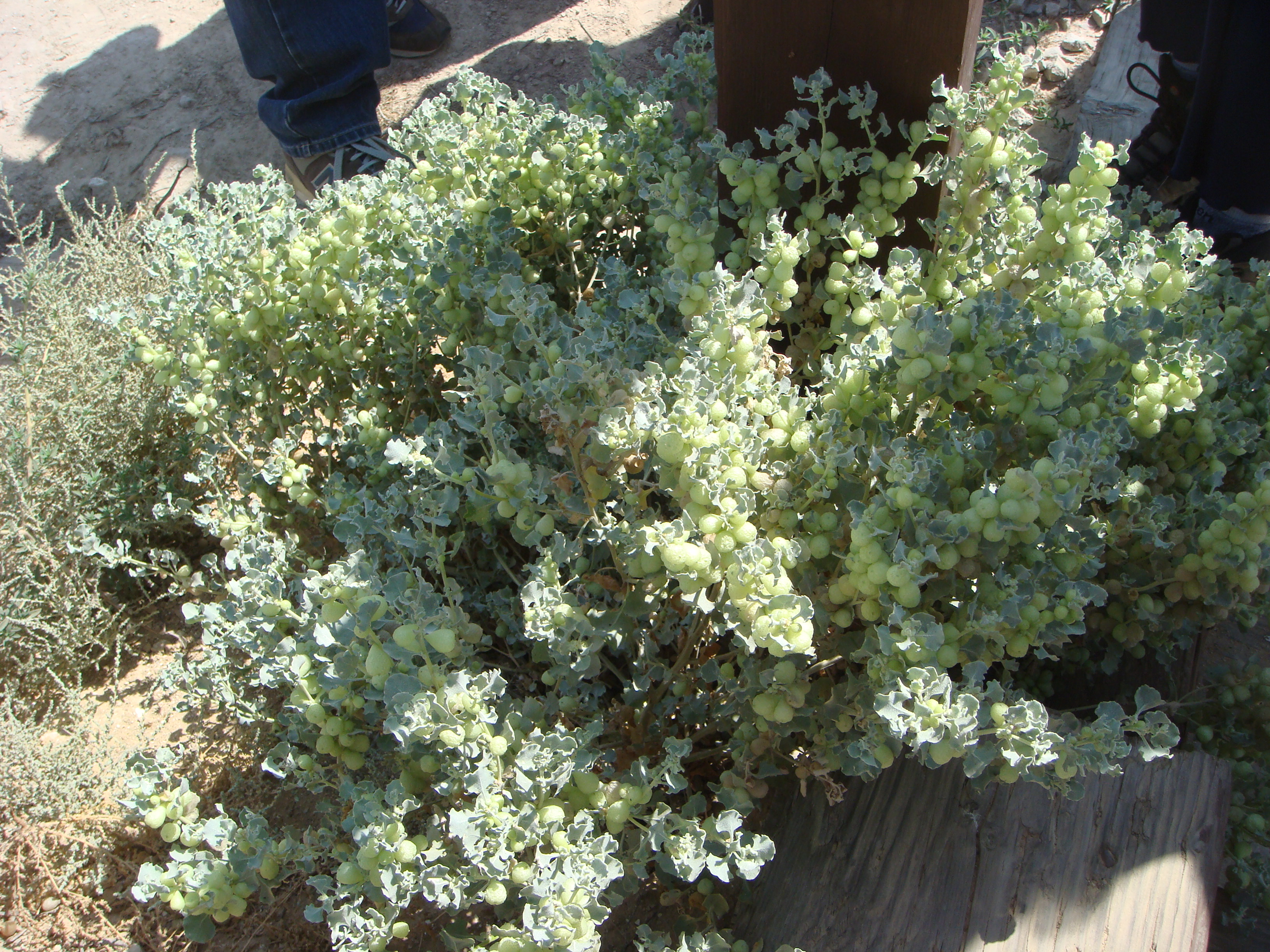
Frutos

## Descripción
Es una planta anual o perenne,  o de corta duración, herbácea que alcanza un tamaño de 1.5-3 dm, con una base subleñosa dura. Tallos ramificados, difusas o procumbentes, suavemente casposa-tomentosa. Hojas alternas; con pecíolo; obovadas  o rómbicas a deltoides, de 10-30 mm, base obtusa, sinuado el margen a aserradas, ápice irregularmente dentado, agudo. Flores en glomérulos axilares, estaminadas en las axilas distales, rodeados de flores pistiladas,  muy pequeñas y globulares. En la fructificación con las bracteolas sésiles, obovoid-globular, fundidas, apenas comprimidas, de 8-12 mm, de consistencia fibrosa suelta y esponjosa, con epidermis fina y membranosa. Semillas ampliamente elípticas.

## Taxonomía
Atriplex holocarpa fue descrita por  Ferdinand von Mueller y publicado en Report on the Plants collected during Mr. Babbage's Expedition 19. 1859.
Etimología
Atriplex: nombre genérico latino con el que se conoce a la planta.
holocarpa: epíteto latino  que significa "fruto no dividido.
Sinonimia
- Atriplex pterocarpa Ewart & Jean White
- Atriplex spongiosa var. holocarpa (F.Muell.) J.M.Black
- Senniella spongiosa var. holocarpa (F. Muell.) Aellen
- Senniella spongiosa f. microcarpa Aellen
- Senniella spongiosa var. xylocarpa Aellen[5][6]